# Горбач, Валерий Филиппович
Вале́рий Фили́ппович Горба́ч (11 августа 1968, Зарафшан, Узбекская ССР, СССР — 12 января 2022, Воронеж, Россия) — советский, российский и таджикистанский футболист, защитник. Игрок национальной сборной Таджикистана.

## Клубная

### Клубная
В 1987 году выступал за «Зарафшан». В 1989 году продолжил карьеру в «Нуравшоне». В 1992 году перешёл в клуб российской Высшей лиги «Факел» по приглашению тогдашнего главного тренера Фёдора Новикова. В 1996 году помог команде вернуться в Высшую лигу после вылета по окончании сезона 1992 года. В 1997 году подписал контракт с лискинским «Локомотивом», в составе которого провёл шесть сезонов и сыграл 158 матчей. После вылета клуба в 2002 году в КФК завершил профессиональную карьеру.

### В сборной
За национальную сборную Таджикистана провёл один матч 22 июня 1997 года против национальной сборной Туркменистана (5:0).

## Достижения
- Бронзовый призёр Первого дивизиона: 1996
- Победитель зоны «Запад» Второго дивизиона: 1994
- Серебряный призёр зоны «Запад» Второго дивизиона: 1997
- Победитель 9-й зоны Второй низшей лиги: 1990